# Sören Steinhaus
Sören Steinhaus (* 15. Dezember 2003 in Troisdorf) ist ein deutscher Handballspieler, der für den deutschen Bundesligisten Bergischer HC aufläuft. Mit der deutschen Jugend- und Junioren-Nationalmannschaft wurde er Welt- und Europameister.

## Leben
Sören Steinhaus wuchs in Sankt Augustin in einer Handballerfamilie auf. Seine Eltern spielten beide beim TV Rheinbach und sein Bruder Bjarne für die HSG Siebengebirge. 2022 machte er sein Abitur am Rhein-Sieg-Gymnasium und absolviert ein Studium in Sport Management und Kommunikation an der Deutschen Sporthochschule Köln

## Karriere
Steinhaus begann das Handballspielen beim TuS Niederpleis und wechselte 2017 in der C-Jugend nach Dormagen. 2019 gewann er mit der Mittelrhein-Auswahl den Deutschland-Cup und wurde 2021 mit Dormagen deutscher A-Jugend-Vizemeister. In der Saison 2020/21 hatte Steinhaus auch seine ersten drei Zweitliga-Einsätze für den TSV, bevor er anschließend zur Profimannschaft wechselte. Im Sommer 2024 wechselte er zum Bergischen HC, wo er im ersten Jahr jedoch noch weiter an den TSV Bayer Dormagen ausgeliehen wurde.

### Nationalmannschaft
Zu seinem ersten DHB-Einsatz kam Sören Steinhaus in der Jugend-Nationalmannschaft, mit der er 2021 in Kroatien U19-Europameister wurde. 2022 erreichte er bei der U20-Europameisterschaft in Portugal mit dem deutschen Team den siebten Platz. 2023 gewann Steinhaus schließlich mit der U21-Nationalmannschaft bei der Heimweltmeisterschaft den Titel, kam aufgrund einer Verletzung jedoch nur bis zum Viertelfinale zum Einsatz.